# Helena Hatka

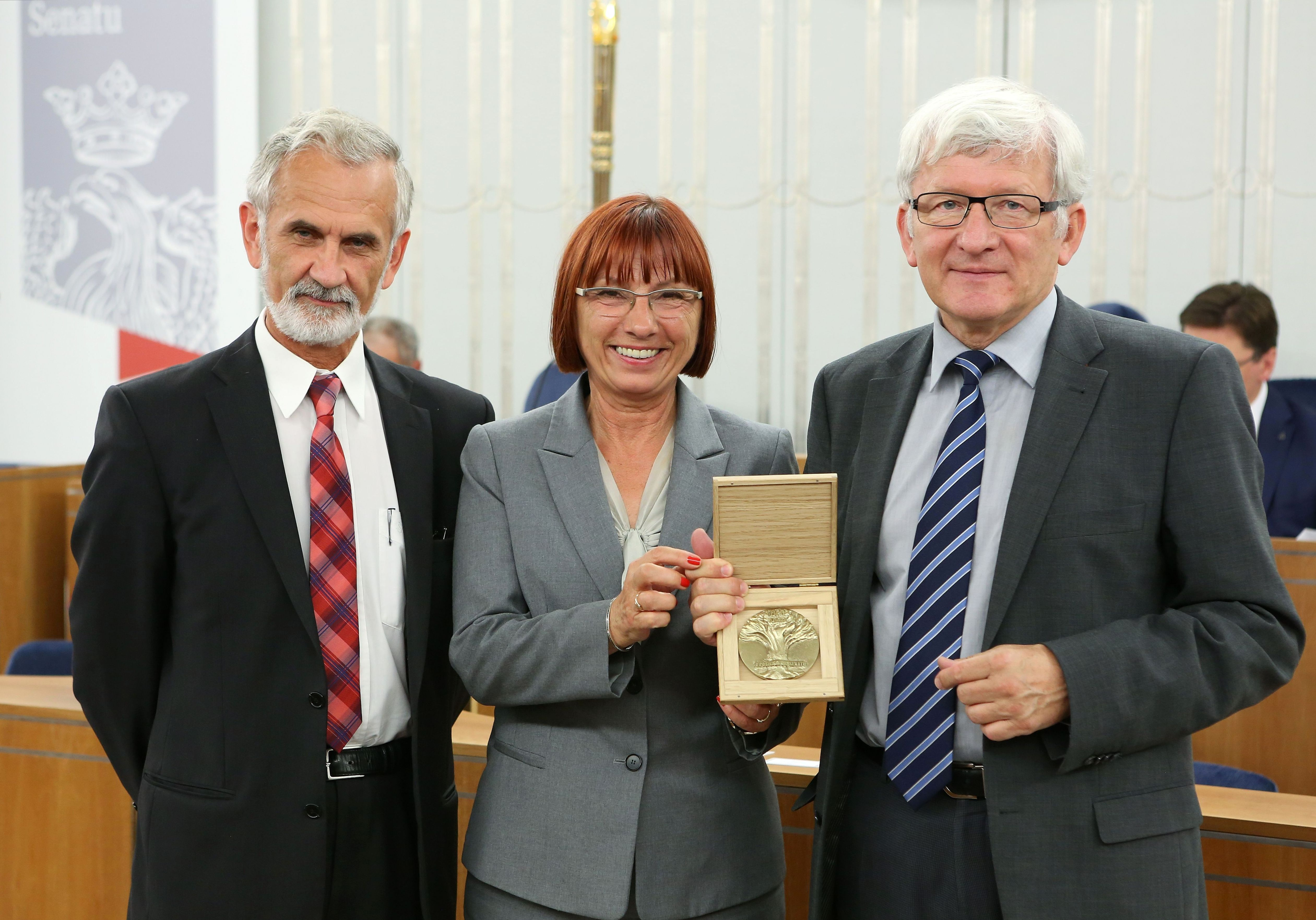
Helena Hatka z Ireneuszem Niewiarowskim i Markiem Ziółkowskim w Senacie (2014)

Helena Hatka z domu Balicka (ur. 18 sierpnia 1956 w Wojcieszowie Górnym) – polska urzędniczka państwowa, menedżer w ochronie zdrowia i polityk, w latach 2007–2011 wojewoda lubuski, senator VIII kadencji.

## Życiorys
Ukończyła studia na Wydziale Nauk Społecznych Katolickiego Uniwersytetu Lubelskiego. Odbyła studia podyplomowe m.in. na Uniwersytecie Warszawskim, gdzie studiowała na kierunku profilaktyka społeczna i resocjalizacja. Kształciła się również na Portland State University oraz w Wyższej Szkole Bankowej w Poznaniu i Krajowej Szkole Administracji Publicznej w Warszawie.
Od 1984 pracowała jako kurator rodzinny w sądzie rejonowym. Później była kuratorem wojewódzkim, następnie objęła funkcję dyrektora Miejskiego Ośrodka Pomocy Społecznej w Lubinie. W latach 90. zajmowała stanowisko wiceprzewodniczącej rady miejskiej Lubina, kierowała też komisją rewizyjną. Była związana z Partią Chrześcijańskich Demokratów. W wyborach samorządowych w 1998 bezskutecznie ubiegała się o mandat radnej powiatu lubińskiego z listy Akcji Wyborczej Solidarność. W 1999 kierowała Lubuską Regionalną Kasą Chorych. Była następnie (również od 1999) dyrektorem generalnym, a w latach 2002–2005 radcą generalnym urzędu wojewódzkiego w Gorzowie Wielkopolskim. W 2005 mianowana na urzędnika służby cywilnej, objęła w tym samym roku stanowisko dyrektora oddziału wojewódzkiego Narodowego Funduszu Zdrowia.
29 listopada 2007 została powołana na stanowisko wojewody lubuskiego (z rekomendacji Platformy Obywatelskiej). W wyborach w 2011 jako kandydatka PO została wybrana na senatora VIII kadencji. W rezultacie zrezygnowała ze stanowiska wojewody. W Senacie objęła funkcję sekretarza. 12 sierpnia 2015 ogłosiła rezygnację z członkostwa w PO i klubie parlamentarnym tej partii. W wyborach do Senatu w 2015 wystartowała bez powodzenia jako kandydatka niezależna. Zajęła trzecie miejsce w okręgu, otrzymując 19 445 głosów. W 2016 przystąpiła do Polski Razem. Po jej przekształceniu w następnym roku w Porozumienie do 2021 zasiadała w zarządzie krajowym partii. W 2018 z listy Prawa i Sprawiedliwości uzyskała mandat radnej sejmiku lubuskiego. W wyborach do Parlamentu Europejskiego w 2019 bezskutecznie ubiegała się o mandat posła do Parlamentu Europejskiego. W sierpniu 2021 zrezygnowała z członkostwa w Porozumieniu, przystąpiła następnie do Partii Republikańskiej. W 2024 nie ubiegała się o reelekcję w wyborach wojewódzkich.